# أندروت
جزيرة أندروت، والمعروفة أيضًا باسم جزيرة أندروث، هي جزيرة صغيرة مأهولة بالسكان في إقليم اتحاد لكشديب، وهي مجموعة من 36 جزيرة مرجانية مُنتشرة في بحر العرب قبالة الساحل الغربي للهند. وتبعد مسافة 293 كم (182 ميل) غرب مدينة كوتشي.

## التاريخ
كانت جزيرة أندروت تُعرف في الماضي باسم "ديفاندورو"، وهو الاسم الموجود في بعض الخرائط الفرنسية القديمة. وهي تنتمي إلى مجموعة جزر لكديف الفرعية، والتي كانت تاريخيًا جزءًا من مملكة أراكال. وكانت أول جزيرة تعتنق الإسلام من جزر لكشديب.

## الجغرافية
جزيرة أندروت هي الأقرب إلى البر الرئيسي من جميع الجزر في المجموعة وهي أيضًا أطول جزيرة وأكبرها (من حيث المساحة).
تقع على بعد قرابة 219 كيلومترًا (136 ميلًا) من كانور، و234 كيلومترًا (145 ميلًا) من كاليكوت، و293 كيلومترًا (182 ميلًا) من كوتشي. تبلغ مساحة الجزيرة 4.98 كيلومتر مربع (1.92 ميل مربع) وهي الجزيرة الوحيدة في المجموعة التي لها اتجاه غربي شرقي. تبلغ مساحة بحيرته الشاطئية 6.6 كيلومتر مربع (2.5 ميل مربع).

## التركيبة السكانية
معظم السكان مسلمون مع وجود أقلية هندوسية. توفي هنا الولي الشيخ عبيد الله الذي يُعتقد أنه دعا إلى الإسلام في جزر لكشديب. المدفون جثمانه في مسجد الجمعة.
تضم الجزيرة أيضًا العديد من البقايا الأثرية البوذية.

## الإدارة
تنتمي الجزيرة إلى بلدة أندروت التابعة لأندروت تحصيل.

## المناخ
| البيانات المناخية لـأندروت                       | البيانات المناخية لـأندروت | البيانات المناخية لـأندروت | البيانات المناخية لـأندروت | البيانات المناخية لـأندروت | البيانات المناخية لـأندروت | البيانات المناخية لـأندروت | البيانات المناخية لـأندروت | البيانات المناخية لـأندروت | البيانات المناخية لـأندروت | البيانات المناخية لـأندروت | البيانات المناخية لـأندروت | البيانات المناخية لـأندروت | البيانات المناخية لـأندروت |
| الشهر                                            | يناير                      | فبراير                     | مارس                       | أبريل                      | مايو                       | يونيو                      | يوليو                      | أغسطس                      | سبتمبر                     | أكتوبر                     | نوفمبر                     | ديسمبر                     | المعدل السنوي              |
| ------------------------------------------------ | -------------------------- | -------------------------- | -------------------------- | -------------------------- | -------------------------- | -------------------------- | -------------------------- | -------------------------- | -------------------------- | -------------------------- | -------------------------- | -------------------------- | -------------------------- |
| متوسط درجة الحرارة الكبرى °م (°ف)                | 30.3 (86.5)                | 30.9 (87.6)                | 32.2 (90.0)                | 33.1 (91.6)                | 32.8 (91.0)                | 30.5 (86.9)                | 29.9 (85.8)                | 30.1 (86.2)                | 30.0 (86.0)                | 30.5 (86.9)                | 30.4 (86.7)                | 30.7 (87.3)                | 31.0 (87.7)                |
| متوسط درجة الحرارة الصغرى °م (°ف)                | 24.4 (75.9)                | 24.8 (76.6)                | 25.5 (77.9)                | 26.3 (79.3)                | 26.4 (79.5)                | 24.9 (76.8)                | 24.3 (75.7)                | 24.9 (76.8)                | 24.7 (76.5)                | 24.7 (76.5)                | 24.1 (75.4)                | 24.0 (75.2)                | 24.9 (76.8)                |
| معدل هطول الأمطار مم (إنش)                       | 10.5 (0.41)                | 2.4 (0.09)                 | 6.0 (0.24)                 | 25.9 (1.02)                | 130.4 (5.13)               | 401.7 (15.81)              | 486.1 (19.14)              | 238.6 (9.39)               | 182.2 (7.17)               | 166.5 (6.56)               | 129.8 (5.11)               | 90.2 (3.55)                | 1٬870٫3 (73.62)            |
| المصدر: دائرة الأرصاد الجوية الهندية (1965-1979) |                            |                            |                            |                            |                            |                            |                            |                            |                            |                            |                            |                            |                            |

## معرض الصور

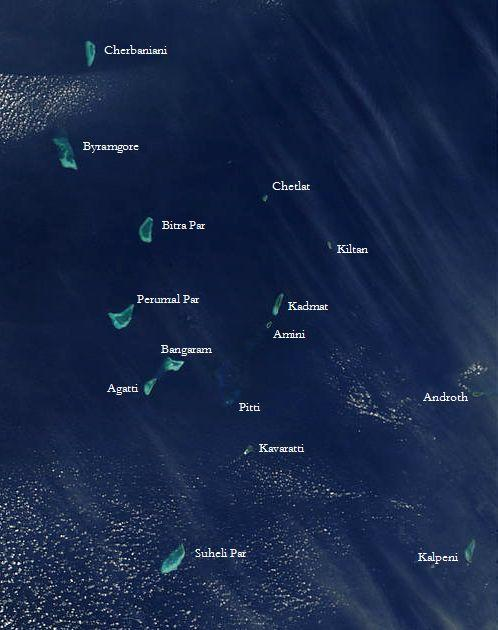
صورة من قمر صناعي تظهر الجزر المرجانية في لكشديب باستثناء جزيرة ماليكو
خريطة

## روابط خارجية
- - ويكيميديا